# Ursula Rumin
Ursula-Dora-Elisabeth Rumin-Kloss (* 2. Dezember 1923 in Faulbrück, Kreis Reichenbach, Provinz Niederschlesien; † 15. Juni 2017 in Köln) war eine deutsche Journalistin und Autorin.

## Leben
Nach ihrer Pflichtschulzeit absolvierte Ursula Rumin von 1937 bis 1940 eine kaufmännische Ausbildung sowie eine Ballettausbildung in Breslau und erhielt danach ein Engagement als Tänzerin beim Hiller-Ballett. Nach der Vertreibung aus Schlesien nahm sie Wohnsitz in Berlin und erhielt 1949 ein Volontariat beim Ullstein-Verlag. 1950 bis 1952 arbeitete sie an Einzelaufträgen als Journalistin und Drehbuchautorin, unter anderem für den Film Frauenschicksale (1952) der DEFA der DDR.
Am 25. September 1952 wurde sie von Agenten des Ministeriums für Staatssicherheit der UdSSR im sowjetischen Sektor Berlins verhaftet. Sie wurde in Untersuchungshaft genommen, in die Sowjetunion deportiert und am 4. Dezember 1952 durch das Sowjetische Militärtribunal (SMT) unter dem Vorwurf der Spionage und Konspiration mit dem Feind gemäß Artikel 58 des Strafgesetzbuches der RSFSR zu 15 Jahren Lagerhaft verurteilt. Die Haft mit Zwangsarbeit wurde im Arbeitslager Workuta vollstreckt. Über diese Zeit hat Rumin in ihren Erinnerungen Im Frauen-Gulag am Eismeer sowie in Fernseh- und Rundfunkbeiträgen berichtet.
Am 21. Januar 1954 erfolgte aufgrund einer Amnestie (Beginn der Entstalinisierung) die vorzeitige Entlassung über Fürstenwalde/Spree nach Berlin (West). Im April 1954 heiratete sie in Berlin Joseph Scholmer, der ebenfalls aus dem Arbeitslager Workuta entlassen worden war. Im Jahr 1955 zogen sie in seinen Geburtsort Kasbach am Rhein um, im Jahr 1959 ließen sie sich scheiden. Ab 1961 erhielt sie Aufträge als Redakteurin beim Westdeutschen Rundfunk in Köln. Von 1969 bis 1984 war sie als Journalistin, Autorin und Redakteurin beim Fernsehen der Deutschen Welle Köln im Ressort Frauen und Familie beschäftigt.
Die Generalstaatsanwaltschaft der Russischen Föderation rehabilitierte sie 2001. 2004 bis 2006 unternahm sie zwei Reisen mit Filmteams nach Moskau, Brest-Litowsk und Workuta.
2022 erschien unter dem Titel "Die Zeitzeugin" erstmals eine Biografie über Ursula Rumin. ISBN 978-3-7562-7701-8

## Auszeichnungen
- 1983 Verdienstmedaille des Verdienstordens der Bundesrepublik Deutschland

## Werke
- Im Frauen-Gulag am Eismeer. Autobiographie, Vorwort von Karl Wilhelm Fricke. Herbig, München 2005, ISBN 3-77662-414-0.
- mit Joseph Scholmer: Freche Jungs und böse Buben. Jugendjahre am Rhein. Triga-der Verlag, Gründau-Rothenbergen 2010, ISBN 978-3-89774-764-7.